# Aethiomastacembelus
Genre
Aethiomastacembelus est un genre de poissons d'eau douce de la famille des Mastacembelidae. Ce genre est considéré comme invalide et synonyme de Mastacembelus par le WoRMS et, de fait, ne contient plus d'espèces.

## Classification
Le nom valide complet (avec auteur) de ce taxon est Aethiomastacembelus Travers (d), 1988,.

### Publication originale
- (en) Robert A. Travers, « Diagnosis of a new African mastacembelid spiny-eel genus Aethiomastacembelus gen. nov. (Mastacembeloidei: Synbranchiformes) », Cybium, Muséum national d'histoire naturelle, vol. 12, no 3,‎ 1988, p. 255-257 (ISSN 0399-0974 et 2101-0315, lire en ligne).